# Gothelon II de Lotharingie
Gothelon II de Lotharingie (également  nommé Gozelo II) (né vers 1008 – † avant le 22 mai 1046), surnommé par l'historiographie le Fainéant (Latin ignavus), est souvent considéré après la mort de son père Gothelon Ier comme duc Basse-Lotharingie de 1044 à 1046.

## Biographie
Quand le puissant Gothelon Ier de la maison d'Ardenne,  duc de Basse-Lorraine depuis 1023  et de Haute-Lorraine depuis  1033 meurt en 1044, l'empereur Henri III du Saint-Empire décide de mettre fin à ce cumul des fiefs et de scinder les domaines de ses vassaux trop puissants dont les possessions correspondaient pratiquement depuis 10 ans à l'ancien royaume de Lothaire II.  
L'empereur Henri III refuse d'investir de la Basse-Lotharingie, le fils aîné du défunt Godefroid II le Barbu, corégent de son père depuis plusieurs années et il l'aurait remise à Gothelon II second fils et homonyme du défunt duc qui comme son surnom le laisse entendre n'était pas connu pour son courage, sa compétence et son activité...
Godfefroi le Barbu se révolte immédiatement contre cette décision et il est finalement destitué et emprisonné et en 1047 et son duché de Haute-Lorraine est transféré par Henri III au comte de Metz Adalbert de Lorraine qui devient duc de Haute-Lorraine. On ne connaît pas le  sort de Gothelon II. L'homonymie entre le père et le fils et l'imprécision des documents notamment le fait qu'il ne soit pas lui-même mentionné directement permettent diverses interprétations. On ignore s'il a été investi puis destitué pour incapacité avant de mourir à une date inconnue. Toutefois Frédéric comte de Malmedy issu de la maison de Luxembourg est nommé duc de la Basse-Lorraine par l'empereur Henri III dès 1046.